# عبد الرحمن شريف
عبد الرحمن شريف مخرج ومؤلف مصري  من مواليد أول يوليو 1920. بدأ حياته الفنية عام 1944 بالعمل كمساعد مخرج (في 33 فيلم) مع عدد من المخرجين الكبار منهم حسن الإمام وكمال الشيخ والسيد بدير قام بإخراج عدد من الأفلام التسجيلية وأولها التنظيم الزراعي عام 1966.

## قائمة الأفلام التي أخرجها
فيلم «الحياة نغم» عام 1976 (بطولة مها صبري وصلاح قابيل)
فيلم «أشرف خاطئة» عام 1973 (بطولة ناهد شريف ونور الشريف)
فيلم «الأصيل» عام 1973 (بطولة ميرفت أمين وصلاح قابيل)
فيلم «الحب والصمت» عام 1973 (بطولة نيللي وأحمد عبد الحليم)
فيلم «الغفران» عام 1971 (بطولة أحمد رمزي وميرفت أمين)
فيلم «الغشاش» عام 1970 (بطولة فريد شوقي وشمس البارودي)
فيلم «زوجة بلا رجل» عام 1969 (بطولة كمال الشناوي ونيللي)
فيلم «جدعان حارتنا» عام 1965 (بطولة آمال فريد وأحمد رمزي)
فيلم «حب للجميع» عام 1965 (بطولة يوسف فخر الدين وفاتن الشوباشي)
فيلم «اللهب» عام 1964 (بطولة شكري سرحان وسميرة أحمد)
فيلم «أول حب» عام 1964 (بطولة سعاد حسني وأحمد رمزي)
فيلم «يوم الحساب» عام 1962 (بطولة سميرة أحمد وعماد حمدي)
فيلم «عودي يا أمي» عام 1961 (بطولة شكري سرحان ونادية لطفي)

## وصلات خارجية
- عبد الرحمن شريف على موقع IMDb (الإنجليزية)
- عبد الرحمن شريف على موقع الدهليز
- عبد الرحمن شريف على موقع قاعدة بيانات الأفلام العربية
- عبد الرحمن شريف على الدهليز
- عبد الرحمن شريف على كاروهات
- https://artsandculture.google.com/entity/m0w1sqj4?hl=ar عبد الرحمن شريف